# Saga (mitología)

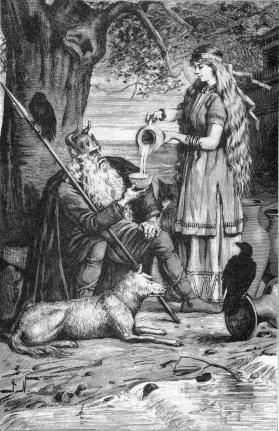
Saga sirve una bebida a Odín en una ilustración (1893) de Jenny Nyström.

En la mitología nórdica, Saga o Sága es una Ásynjur y tal vez sea otro nombre para Frigg. Dicho nombre puede significar "la que ve" o (menos probable) "anunciadora". Era la diosa de la sabiduría y la historia, encargada de mantener la memoria de los pueblos.
Se le menciona brevemente en la Edda prosaica: "La segunda es Saga y ésta habita en Sökkvabekkr, que es un lugar muy grande".
Se la menciona también en la Grímnismál.
| Sökkvabekkr heitir inn fjórði, en þar svalar knegu unnir yfir glymja; þar þau Óðinn ok Sága drekka um alla daga glöð ór gullnum kerum. Grímnismál 7, Edición de Guðni Jónsson | Sökkvabekk es llamado el cuarto en el cual las gélidas olas resuenan; Odin y Saga allí, alegres cada día, de tazas doradas beben a grandes tragos. Grímnismál 7, Traducción de Thorpe |  |